# Бисер Бојане (ТВ серија)
Бисер Бојане је телевизијска серија настала по истоименом филму из 2017. године у режији Милана Караџића.

## Радња
Прича почиње у Београду и у Трсту, а завршава се на Ади Бојани где уз низ комичних ситуација, испреплитаних породичних прича, долазимо до разрешења љубавних проблема младог Ђорђа, лекара и љубитеља природе и птица и Лоле студенткиње, заљубљене у море и кајт, као и давно прекинутог односа оца и сина.
Док Лола безуспешно покушава да задобије пажњу Ђорђа, који је опседнут идејом да свога оца Николу, бившег робијаша „изведе на прави пут", њен отац Рајко (инспектор у Улцињу), коме је Никола животна опсесија као једини нерешен случај у његовој каријери, сазнаје са ким његова ћерка проводи време. Ни Никола не гледа благонаклоно на дружење свог сина и ћерке главног полицијског инспектора...

## Улоге
| Глумац                     | Улога                  |
| -------------------------- | ---------------------- |
| Славен Дошло               | Ђорђе Поповић          |
| Вања Ненадић               | Лола                   |
| Милутин Мима Караџић       | Никола Поповић         |
| Младен Нелевић             | Рајко Вукићевић        |
| Мира Бањац                 | Емилија                |
| Слобода Мићаловић          | Чарна Благојевић       |
| Душан Ковачевић            | Мићун                  |
| Миона Марковић             | Ема Шијак              |
| Андрија Милошевић          | Матија Лакићевић       |
| Андреа Мугоша              | Јована                 |
| Дубравка Вукотић Дракић    | Зорка Поповић          |
| Емир Ћатовић Павле Поповић | Ђовани                 |
| Оливера Бацић              | Бојана                 |
| Горан Шушљик               | Олег Радуновић         |
| Александар Радојичић       | Небојша                |
| Јована Гавриловић          | Марија                 |
| Нела Михаиловић            | Мелина                 |
| Мирко Влаховић             | Шефкет                 |
| Марија Лабудовић           | Софија                 |
| Јелена Ђукић               | Оља                    |
| Вуле Марковић              | Ћаки                   |
| Омар Бајрамспахић          | Бошко                  |
| Урош Јовчић                | Петар                  |
| Џенифер Мартин             | Ињес                   |
| Момо Пићурић               | Рако                   |
| Војислав Кривокапић        | Обрен                  |
| Матеа Милосављевић         | Милица                 |
| Андрија Кузмановић         | Орхан Карамага         |
| Христина Поповић           | Сандра                 |
| Вања Јовићевић             | Нина Јазбец            |
| Милорад Радевић            | инспектор Лука Малишић |
| Маја Шиповац               | Андријана              |
| Лазар Николић              | млади Рајко            |
| Лука Грбић                 | млади Никола           |
| Теодора Драгићевић         | Лана                   |
| Ана Сакић                  | инспекторка Мелина     |
| Миодраг Крстовић           | Роки                   |
| Енвер Петровци             | Професор Агрон         |
| Милош Пејовић              | Мурат                  |
| Данило Челебић             | Милош                  |
| Владимир Керкез            | Драго                  |
| Ања Мит                    | сестра Ивана           |
| Мијо Мартиновић            | Блажо Мијушковић       |

## Епизоде
| Сезона | Сезона | Број епизода | Премијерно емитовање | Премијерно емитовање |
| Сезона | Сезона | Број епизода | Почетак емитовања    | Завршетак емитовања  |
| ------ | ------ | ------------ | -------------------- | -------------------- |
|        | 1      | 4 (1 – 4)    | 6. октобар 2018.     | 27. октобар 2018.    |
|        | 2      | 8 (5 – 12)   | 9. новембар 2019.    | 28. децембар 2019.   |